# Будинок Ягодовських
Будинок Ягодовських або Будинок, в якому народився К. П. Ягодовський — пам'ятка історії місцевого значення в Комарівці. Нині у будівлі розташований історико-краєзнавчий музей.

## Історія
Рішенням виконкому Чернігівської обласної ради народних депутатів від 17.11.1980 № 551 будинку надано статус «пам'ятник історії місцевого значення» з охоронним № 405 під назвою Будинок, в якому вперше в Україні друкувалася робота В. І. Леніна «Що таке „друзі народу“ і як вони воюють проти соціал-демократів?».
Наказом Департаменту культури та туризму, національностей та релігій Чернігівської обласної державної адміністрації від 12.11.2015 № 254 для пам'ятника використовується нова назва — «Будинок, в якому народився вчений та педагог К. П. Ягодовський».

## Опис
Будинок збудований наприкінці ХІХ століття. Одноповерховий, дерев'яний. Складається із 9 кімнат. У період кінець ХІХ — початок ХХ століть у будинку жила багатодітна родина Ягодовських, де було 9 дітей.
У будинку народився (1877 року) і провів дитячі роки майбутній учений та педагог Костянтин Ягодовський. Потім навчався у класичній гімназії у Ніжині, яку закінчив 1895 року.

У повоєнні роки в будинку розміщувався дитячий садок. 1980 року на фасаді встановлено меморіальну дошку (мармур, 0,5×0,8 м), яка сповіщає про надрукування ленінської праці; нині демонтовано. Потім будинок було реконструйовано та переобладнано під музей, де 1987 року розмістився історико-краєзнавчий музей.